# 塞得港

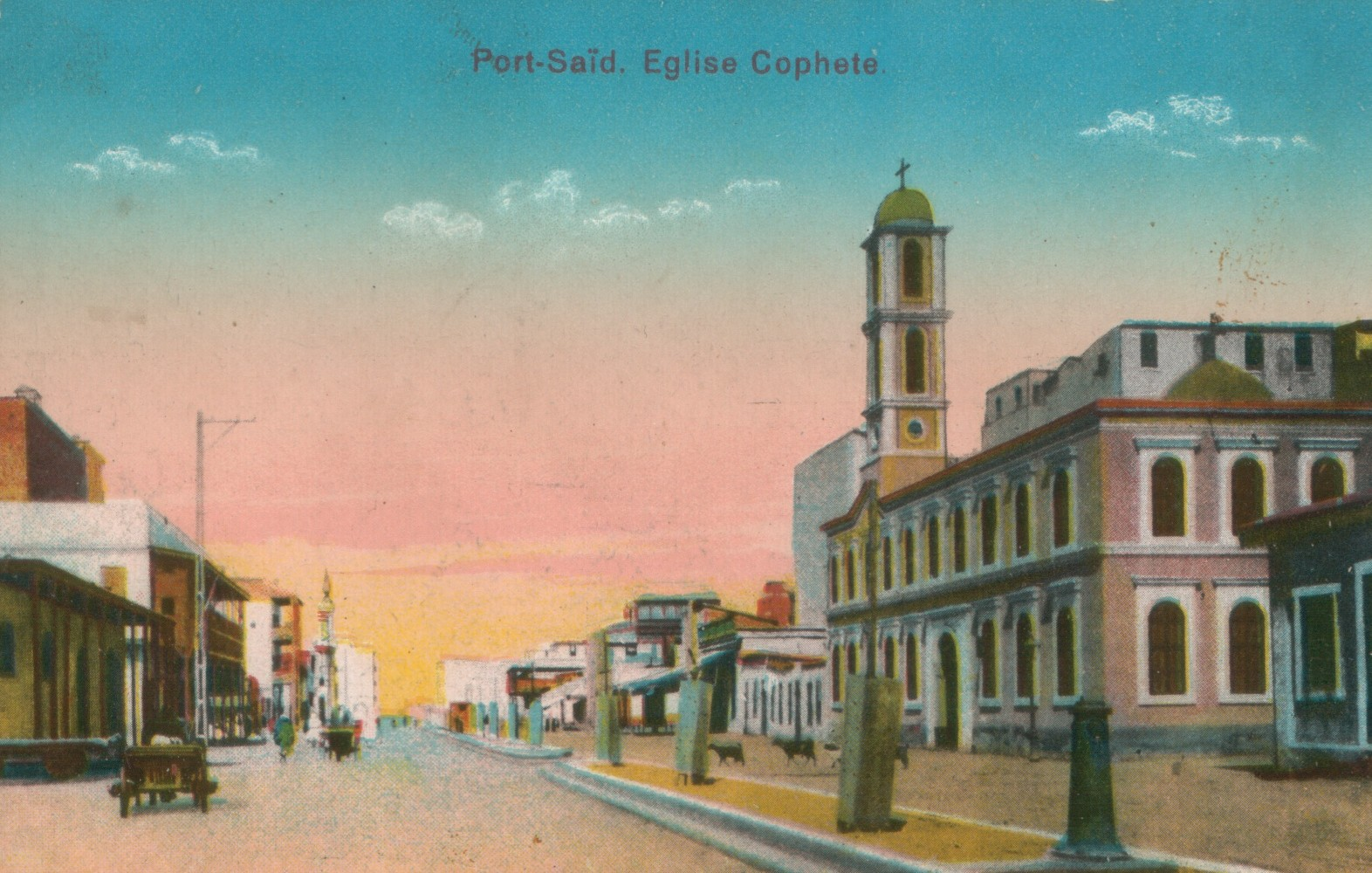
塞得港（1915年前后的明信片）

塞得港（羅馬化：Būr Saʻīd，[poɾ-, boɾ.sæˈʕiːd]，或译塞德港）是埃及东北部地中海沿岸靠近苏伊士运河的港口城市，塞得港省首府，位于北纬31.25度东经32.9度（31°15′N 32°17′E / 31.25°N 32.29°E），人口大约为50万。
塞得港以渔业以及化工、食品加工、烟草等工业为经济基础，是埃及出口棉花、稻米等产品的重要港口，也是船只过往苏伊士运河的加油站。塞得港在1976年成为自由区，由此繁荣起来。但2002年埃及协商会议（Shura Council）通过决议，决定在5年内取消塞得港自由区。
塞得港被很多人认为是埃及最美丽的城市，是埃及人夏日的度假胜地。那里有众多的旧式建筑，每一楼层都有的宽大阳台使这座城市显得与众不同。位于苏伊士运河东岸的福阿德港是塞得港的姊妹城市，这两座城市依靠繁忙穿梭的免费轮渡连接起来。
塞得港是土耳其埃及总督穆罕默德·赛义德于1859年为开凿苏伊士运河下令修建的，它建筑于地中海和苏伊士运河河口之间人工填海形成的半岛上。苏伊士运河塞得港开始动工，在1869年正式通航。

## 友好城市
- 俄罗斯伏尔加格勒（1962年）
- 突尼西亞比塞大（1967年）